# 柯德頓 (密蘇里州)
柯德頓（英語：Curdton）是位於美國密蘇里州斯托達德縣的非建制地區。

## 歷史
柯德頓的郵局於1899年設立，其後於1910年停運。

## 地理
柯德頓所處的海拔為高於海平面125米（即410英呎），而該地所採用的時區為UTC-6，即北美中部時區（CST）。同時該地設有夏令時間，為UTC-6調快一小時，即UTC-5（CDT）。